# 小行星7131
小行星7131（英語：7131 Longtom）是一颗围绕太阳公转的小行星。1992年12月23日，A. Natori、浦田武在清水町发现了此天体。
这颗小行星的绝对星等为287.9621860671252等。